# Хотинска тврђава
Хотинска тврђава (укр. Хотинська фортеця, пољ. twierdza w Chocimiu, тур. Hotin Kalesi) је утврђени комплекс који се налази на десној обали реке Дњестар у Хотину, у Черновачкој области западне Украјине. Налази се на територији историјске северне Бесарабије која је 1940. године подељена између Украјине и Молдавије. Тврђава се такође налази у непосредној близини још једне познате одбрамбене грађевине, тврђаве Камјанец-Подиљски у Камјанец-Подиљском. Изградња садашње тврђаве Хотин започета је 1325. године, док су велика побољшања извршена 1380-их и 1460-их година.

## Историја

### Као руско упориште
Почетак Хотинске тврђаве сеже у Хотинско утврђење, коју је у 10. веку подигао кнез Владимир Свјатославич као једно од граничних утврђења југозападне Кијевске Русије, након што је под своју управу додао земљу данашње Буковине. Утврђење, које је на крају претворено у тврђаву, налазило се на важним трговачким путевима, који су повезивали Скандинавију и Кијев са Понизијом (низија), Подиљем, ђеновљанским и грчким колонијама на Црном мору, преко Молдавије и Влашке, на чувеном „трговинском путу од Варјага ка Грцима“.
Утврђење се налазило на стеновитој територији коју је створила висока десна обала Дњестра и долине. У почетку је то била само огромна хрпа земље са дрвеним зидовима и заштитном опремом. Дизајнирано је да заштити насеље Хотин преко реке. Прва камена конструкција била је прилично мала. Налазила се управо тамо где се данас налази северна кула. Током векова, ова тврђава је доживела многе реконструкције и проширења, а била је и оштећена од освајача, који ће је касније обнављати.
Крајем 11. века, тврђава Хотин је припадала Теребовљанској кнежевини. Током 1140-их тврђава је постала део Галичке кнежевине, а 1199. године била је део Галичко-волинског краљевства.

### Реконструкција и утврђивање
Године 1250–1264, кнез Данило Галички и његов син Лев обновили су тврђаву. Додали су пола метра каменог зида и 6 метара широк шанац око тврђаве. У северном делу тврђаве дозидани су и нови војни објекти. У другој половини 13. века обновили су га Ђеновљани.
Током 1340-их тврђаву је заузео молдавски кнез Драгош, вазал Краљевине Угарске. После 1375. била је део покрајине Молдавије. Под влашћу Стефана Великог из Молдавије тврђава је знатно проширена. Под његовим вођством, подигнути су нови зидови широки 5-6 м и високи 40 м. Такође је додао три куле и подигао двориште за 10 м. Двориште је било подељено на кнежевску и војничку половину. Копао је и дубоке подруме који су војницима служили као касарне. Овом реконструкцијом тврђава је доведена у структуру какву има данас. Током 14. до 16. века тврђава је служила као резиденција молдавских принчева.
Године 1476. гарнизон је успешно држао тврђаву против турске војске султана Мехмеда II. Крајем 16. века Молдавија је постала кнежевина Османског царства. Након тога, у тврђави је била стационирана јањичарска јединица, поред молдавских трупа. За то време Турци су проширили и утврдили тврђаву.
Тврђаву су заузеле снаге Пољско-литванске заједнице под вођством великог крунског хетмана Јана Тарновског1538. године. Снаге заједнице Пољске и Литваније су минирале зидове тврђаве, уништиле три куле и део западног зида. Након што је заузета, Хотинска тврђава је обновљена између 1540. и 1544. године. Године 1563. Дмитро Вишњевецки је са пет стотина Запорошких козака заузео тврђаву и држао је неко време.

### 17. до 19. век
Године 1600. отац Петра Могила, Симион, претходни владар и Молдавије и Влашке, и његов брат молдавски принц Јеремија Могила, уз пољску подршку, склонили су се у тврђаву. Водили су династичку битку против снага Молдавије и Влашке предвођених Михајом Храбрим, који је покушавао да је заузме, а затим су се склонили у Пољску.
Године 1611. војвода Стефан Томша II је владао Молдавијом уз подршку Османског царства и држао тврђаву Хотин све док није свргнут 1615.
Године 1615. пољска војска је поново заузела Хотин, а 1620. године град је поново заузела турска војска.
У септембру–октобру 1621. године, војска државне заједнице Пољске и Литваније под командом хетмана Јана Карола Ходкевича и Петра Сагајдачног успешно је одбила војску турског султана Османа II у бици код Хотина. 8. октобра 1621. потписан је Хотински мир, којим је заустављено османско напредовање у Пољско-литванску заједницу и потврђена је граница заједнице и Османлија на реци Дњестар (граница Кнежевине Молдавије).
Богдан Хмељницки, дошао је прво као савезник Молдавске и Влашке кнежевине, а затим је заузео Хотинску тврђаву на одређено време у пролеће 1650. Године 1653, у бици у Жванецу на левој обали Дњестра, се борио гарнизон Турака из Хотина заједно са снагама Кнежевине Молдавије. У новембру 1673. Турци су изгубили Хотинску тврђаву и Јан Собјески је са пољско-козачком војском почео да заузима Хотин. Познато је да је Јан Собјески описао битку као „Више од 60 топова је грмело без престанка, небо је било у пламену и загушено димом, земља се тресла, зидови су стењали, стене су се распадале. Оно што су моје очи ухватиле током дана било је неописиво. Немогуће је пренети упорност и храброст, односно очај, са којима су се обе стране бориле”.
Карловачким мировним уговором 1699. године тврђава је пренета из Пољско-литванске заједнице у Молдавију. Године 1711. Хотин су поново заузели Турци. Турци су потом утврдили Хотин, након шестогодишње (1712–1718) реконструкције, који је постао је главно упориште османске одбране у источној Европи.
Године 1739, након што су Руси победили Турке у бици код Ставучана (данас Ставчеане) у којој су се борили Украјинци, Руси, Грузини и Молдавци, они су опколили тврђаву Хотин. Командант турских снага Илијаш Колчеаг предао је тврђаву руском команданту Бурхарту Кристофу фон Миниху.
Године 1769. и 1788. Руси су поново успешно јуришали на тврђаву, али је сваки пут враћена према мировним уговорима. Тек после руско-турског рата (1806—1812) Хотин постаје стални део Русије и окружни центар у Бесарабији. Међутим, када су се Турци повлачили, готово су потпуно руинирали тврђаву.
Године 1826. град Хотин је добио грб.
Године 1832. на територији тврђаве подигнута је нова црква Александра Невског.
Влада је 1856. године укинула статус Хотинске тврђаве као војног ентитета.

### 20. и 21. век
Први светски рат и руски грађански рат узели су тежак данак Хотину. У јануару 1918, Молдавска Демократска Република је прогласила независност и у марту се ујединила са Румунијом.
Јануара 1919. избио је анти-румунски устанак који су организовали бољшевици из Русије. Директоријум Хотин је стекао власт у више од сто села у тој области, а Ј.И. Волошенко-Мардарјев је био заповедник. Устанак је трајао само десет дана и 1. фебруара Румуни су ушли у Хотин. Хотин је међународно признат као део Румуније након Париске мировне конференције, остајући у саставу Румуније 22 године, као административни центар округа Хотин.
Совјетски Савез је 28. јуна 1940. окупирао Бесарабију и Северну Буковину, а по наређењу Москве, северни део Бесарабије, укључујући и град Хотин, укључен је у састав Украјинске Совјетске Социјалистичке Републике . 6. јула 1941. године, Хотин су поново освојиле немачко - румунске армије, враћајући га у Румунију као део губерније Буковине. У лето 1944, Црвена армија је поново окупирала регион.

Септембра 1991. године, током прославе 370 година од Хотинске битке 1621. године, откривен је споменик украјинском хетману Петру Сагајдачном, који је израдио вајар И. Хамал. Данас је Хотин један од највећих градова и важан индустријски, туристички и културни центар Черновачке области. Узимајући у обзир богату историјску традицију града, Кабинет министара Украјине је 2000. године креирао Архитектонски резерват тврђаве Хотин . У септембру 2002. древни град је прославио своју 1000-годишњицу.

## Тврђава Хотин у филмовима
У Хотинској тврђави снимани су многи историјски авантуристички филмови: Випер (1965), Захар Беркут (1971), Стреле Робин Худа (1975), Стара тврђава (1976), Д'Артињан и три мускетара (1978), Балада о Храбром витезу Ајвенху (1983), Црна стрела (1985)  и Тарас Буљба (2009). У овим филмовима тврђава је обично представљала различите француске и енглеске замкове, укључујући Ла Рошел.

## Легенде
Постоје многе легенде о тврђави, настале током стотина година њеног постојања. Неке популарне легенде укључују порекло велике тамне мрље на једној страни зида тврђаве. Једна легенда каже да је то место створено сузама хотинских побуњеника против Турака Османлија који су убијени у тврђави. Друга легенда каже да је то место настало од суза девојке по имену Оксана, коју су Турци живу закопали у зидинама утврђења.

## Хотин у уметности
- Битка код Хотина 1673.
- Битка код Хотина 1673
- Јован III Собјески у бици код Хотина 1673.
- Битка код Хотина 1621. Јозеф Брант
- Хотимски уговор 1621.
- Поздрав пред Хотинску битку 1621.
- Кодкијевичева смрт
- Кнез Владислав Васа, 1624
- Станислав Лубомирски у логору, 1647
- Апотеоза Жигмунта III после битке у Хотину